# Бурбон Руис, Леандро Альфонсо де
Леандро Альфонсо де Бурбон Руис (исп. Leandro Alfonso de Borbón Ruiz; 26 апреля 1929, Мадрид — 18 июня 2016, там же) — испанский аристократ, незаконнорожденный сын короля Альфонсо XIII от актрисы Кармен Руис Морагас.

## Биография
Леандро Альфонсо был внебрачным сыном короля Альфонсо XIII от его любовницы, театральной актрисы Кармен Руис Морагас.
Во время гражданской войны в Испании Леандро Альфонсо вместе со старшей сестрой Марией Терезией остался на родине, где воспитывался родителями умершей матери. Затем его отец, находившийся в изгнании, переводил им деньги на содержание и назначил воспитателя графа де лос Андес, который занимался их образованием.
Получил образование в Королевском колледже августинцев, по окончании которого поступил в Королевский университет Марии Кристины, который закончил в степени бакалавра в области права. После окончания университета поступил на военную службу, где прошёл военную подготовку, став пилотом.
В течение долгих лет у него были дружественные отношения с королевской семьёй, в частности братом Хуаном Барселонским и племянником Хуаном Карлосом I, которые регулярно приглашали его на семейные мероприятия. Отношения с королевской семьёй испортились после смерти королевы-матери в январе 2000 года; Леандро выразил соболезнование королю, направив телеграмму, но как сообщалось, телеграмма не была получена.
В июне 2000 года Леандро Альфонсо вместе с историком  Хосе Марией Соле, издал мемуары «Настоящий бастард: воспоминания о непризнанном сыне Альфонсо XIII», где рассказывалось об отношениях родителей. Вскоре в соавторстве с Соле была написана вторая книга, получившая название «От бастарда до инфанта Испании», хотя титул инфант он так и не получил.
В апреле 2004 года суд признал его сыном короля Альфонсо XIII без проведения ДНК-экспертизы, а также была изменена его фамилия на де Бурбон Руис, поскольку ранее он носил фамилию матери.
Скончался 18 июня 2016 года в доме престарелых в Мадриде на 88-м году жизни после перенесённой в декабре 2015 года пневмонии, был похоронен на кладбище Ла-Альмудена.

## Семья
Был дважды женат, от первой жены Марии дель Росарио Видаль-и-де-Барнола у него было 6 детей (2 сына и 4 дочери), супруги развелись в 1981 году.
От второй жены Марии де ла Консепсьон де Мора-и-Руис у него был сын, родившийся до заключения брака. Помимо этого, на момент смерти у него было 11 внуков.